# Кільце тукум

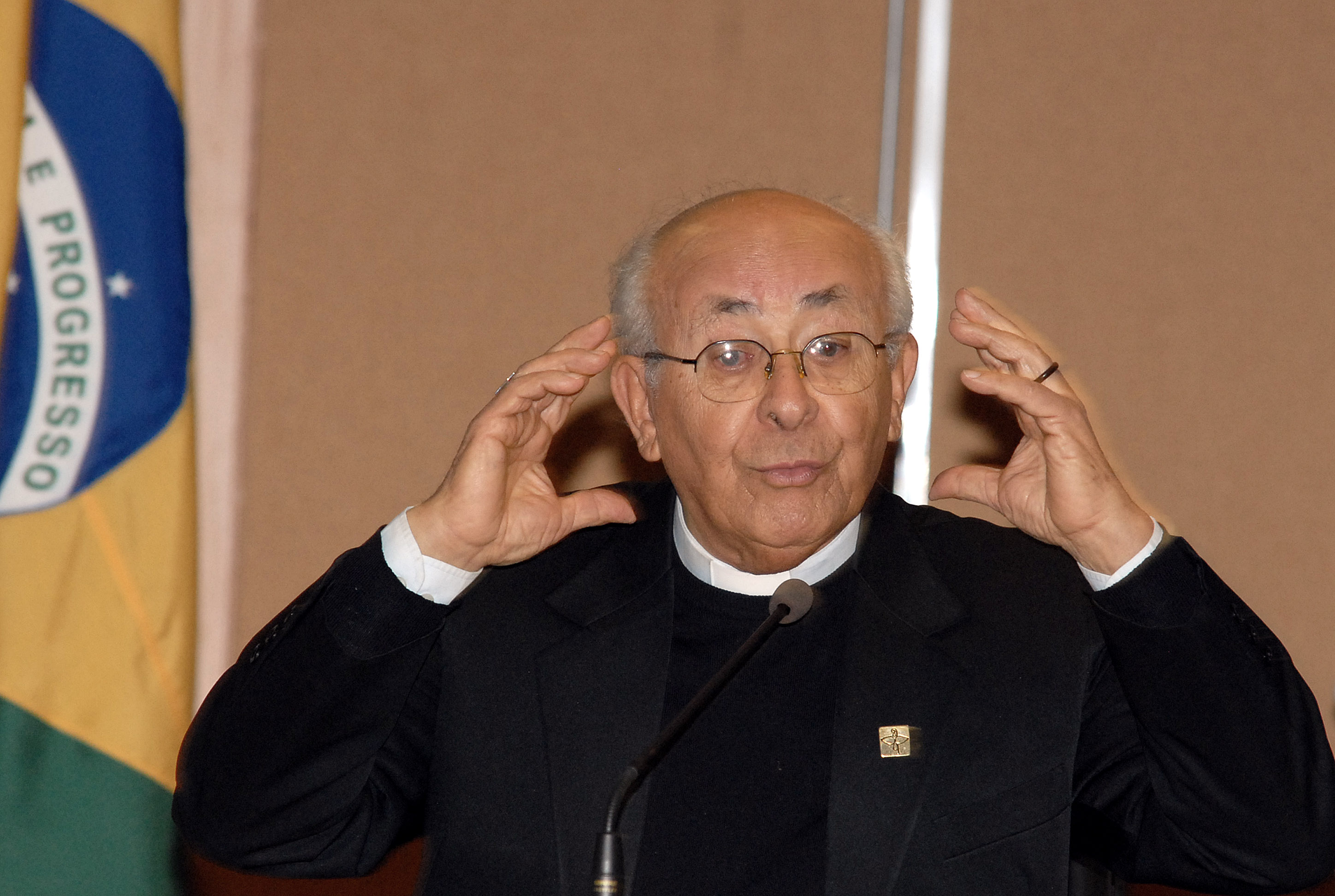
Томас Балдуїно, єпископ у Бразилії, відомий своєю роботою з місцевими жителями та Рухом безземельних робітників, носить перстень на лівій руці.

Кільце тукум (порт порт. anel de tucum) — це кільце чорного кольору, виготовлений з насіння Astrocaryum vulgare, пальми, яка походить із тропічних лісів Амазонки. Його носять християни в Бразилії, особливо католики, як символ прихильності їхніх церков до бідних.
Перстень виник у Бразильській імперії, коли ювелірні вироби із золота та інших дорогоцінних металів використовувалися представниками правлячої еліти для демонстрації свого багатства та влади. Афро-бразильські раби та корінні бразильці, які не могли дозволити собі такі метали для виготовлення власних прикрас, створили каблучку тукум, що символізувала шлюб, дружбу та боротьбу за визволення. Це був таємний символ, значення якого розуміли лише вони.

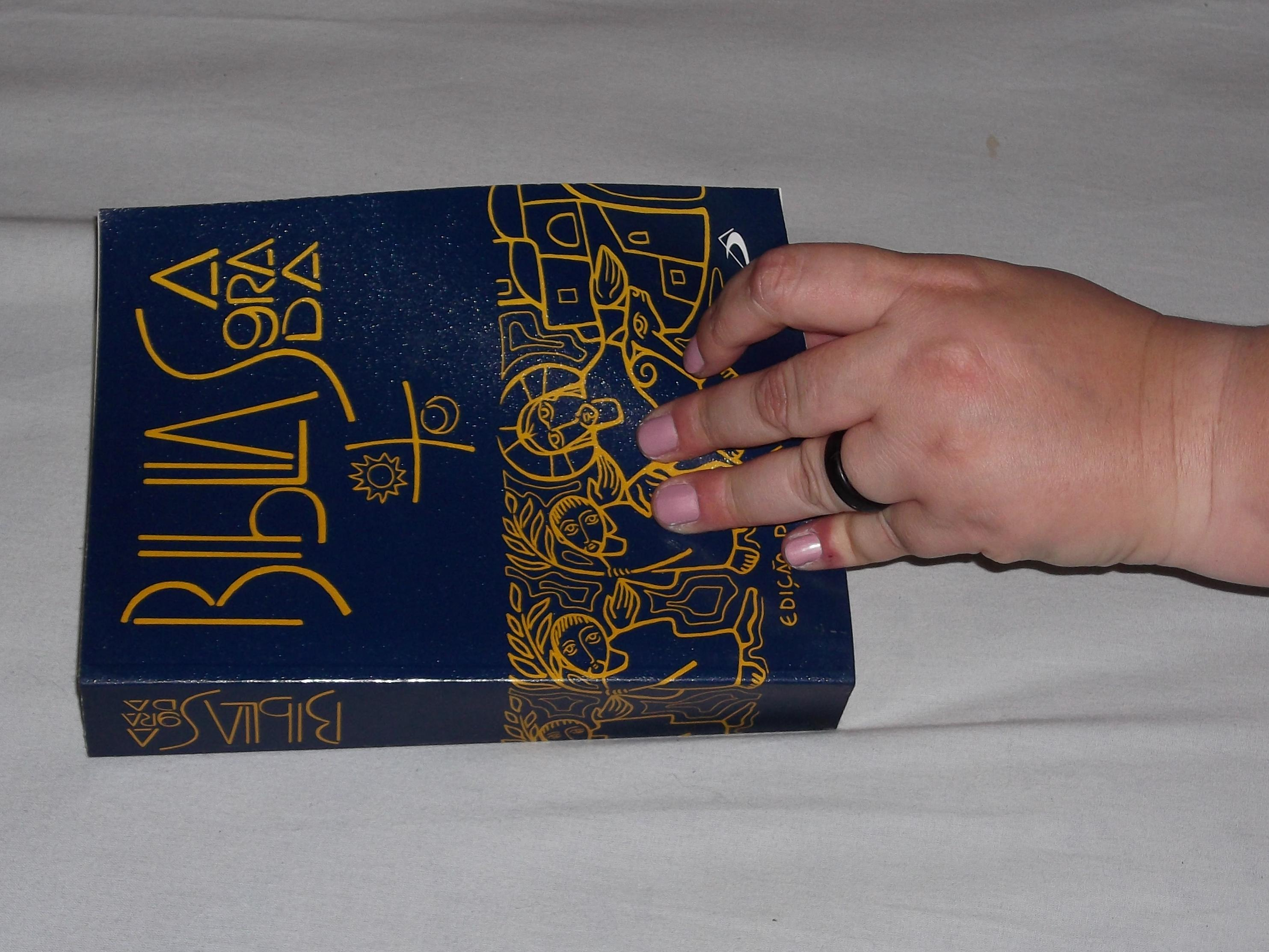
Кільце тукум і португальське видання Біблії.

Зовсім недавно використання каблучки тукум було відроджене християнами, пов'язаними з теологією визволення, щоб символізувати союз їхніх церков з бідними та пригнобленими людьми Латинської Америки, особливо католиками після Другого Ватиканського Собору та латиноамериканського єпископату конференцій в Медельїні та Пуеблі.

У 1994 році про обручку тукум був знятий однойменний документальний фільм режисера Конрада Бернінга. У фільмі католицький єпископ Педро Касальдаліга, один з учасників інтерв'ю, розповів про використання персня наступне::
Цей перстень виготовлений з пальми, що росте в Амазонії. Це знак союзу зі справою корінних народів і з народними справами. Ті, хто носять цей перстень, прийняли цю справу як свою власну. І її наслідки. Ви б носили перстень? Послухайте, це зобов'язує вас, розумієте? Багато хто через це зобов'язання загинув.